# Akte X – Die unheimlichen Fälle des FBI

US-Logo der Serie

Akte X – Die unheimlichen Fälle des FBI (Originaltitel: The X-Files, englisch für Die X-Akten) ist eine US-amerikanische Fernsehserie, die zunächst von 1993 bis 2002 ausgestrahlt wurde. Im Stile einer Krimiserie werden Science-Fiction-, Fantasy- und Horror-Elemente miteinander verbunden; die Serie gilt damit als ein wichtiger Begründer des Mysterygenres in seiner heutigen Form.
Bis 2002 entstanden 202 Episoden in neun Staffeln. Im Januar 2016 wurde die Serie mit einer sechs Episoden umfassenden zehnten Staffel fortgesetzt, die ursprünglich als eigenständige Fernseh-Miniserie angekündigt worden war. Ab dem 3. Januar 2018 wurde beim US-Sender Fox die elfte Staffel gezeigt.

## Handlung
Siehe auch: Staffeln 1, 2, 3, 4, 5, 6, 7, 8, 9, 10 und 11
Im Zentrum stehen die FBI-Agenten Dana Scully und Fox Mulder, die unter ihrem Vorgesetzten, dem FBI-Assistant-Director Walter S. Skinner, mysteriöse Fälle aufklären sollen. Zu Beginn der Handlung, in der Pilotepisode Gezeichnet, lernen sich Scully und Mulder bei ihrem ersten gemeinsamen Fall kennen. Die Medizinerin Scully wurde zu Mulders Partnerin ernannt, um dessen Arbeit besser überwachen zu können. Mulder und Scully haben unterschiedliche Vorstellungen von ihrer Arbeit: Mulder ist von der Existenz Außerirdischer und UFOs überzeugt und hängt darüber hinaus Verschwörungstheorien an. Scully dagegen denkt und arbeitet nach wissenschaftlichen Methoden und zieht daher die Ideen Mulders häufig in Zweifel.
Die Serie betreibt eine Mischung von thematisch selbstständigen „Monster-der-Woche“-Einzelfolgen und der Verfolgung eines roten Fadens, der eine Verschwörung zwischen mächtigen Politikern und Außerirdischen beschreibt. Dazu gehören wiederkehrende, serieninterne Bezüge und eine sich kontinuierlich vergrößernde Anzahl von Nebenfiguren wie etwa „die einsamen Schützen“ (engl. „The Lone Gunmen“), „der Raucher“ (engl. „The Cigarette-Smoking Man“, auch „Krebskandidat“, engl. „Cancer Man“, genannt) oder der V-Mann Alex Krycek. Der Kern der Verschwörer, das Konsortium oder Syndikat, ist Außerirdischen zu Diensten, etwa durch geheime medizinische Experimente, um deren geplante Invasion zu unterstützen und im Austausch ihr eigenes Überleben zu sichern. Eine Aufstandsbewegung auf Seiten der Außerirdischen, die im Zusammenhang mit UFO-Entführungen und Vorgängen um Area 51 auftreten, führt zu einem weiteren Konflikt innerhalb der Serie. Welche Rollen die verschiedenen Figuren bei der geplanten Invasion der Außerirdischen haben, wird erst mit der Zeit deutlich, während gleichzeitig neue Figuren und Fäden das Gesamtbild wieder erweitern.
Mulder weiß von der Verschwörung und möchte sie öffentlich aufdecken. Er hofft, das Verschwinden seiner Schwester Samantha aufzuklären und sie lebend wiederzufinden. Scullys Bezug zur Verschwörung wird durch ihre Entführung durch Unbekannte am Anfang der 2. Staffel und die Ermordung ihrer Schwester Melissa hergestellt. Im weiteren Serienverlauf sind es abwechselnd Mulder und Scully, teils verwoben mit FBI-Kollegen und anderen Figuren, die mal von Skepsis, mal von Betroffenheit getrieben die Verschwörer verfolgen. Zugleich wird diese Fixierung auf eine Verschwörungsvorstellung auch selbstironisch innerhalb der Serie karikiert, wenn sich die Hauptfiguren beispielsweise gegenseitig wiederholt Besessenheit und absurde Theorien vorwerfen.

## Hauptfiguren

### Fox Mulder
Der FBI-Agent Fox William Mulder wurde am 13. Oktober 1961 als Sohn von William und Teena Mulder geboren. Es gibt an einzelnen Stellen in der Serie Hinweise darauf, dass C. G. B. Spender Mulders biologischer Vater sein könnte, dies bestätigt sich jedoch erst in der 16. Episode der 9. Staffel. Mulder studierte an der Universität Oxford Psychologie und war Jahrgangsbester. Nach seinem Studium arbeitete er als Profiler beim FBI. 1991 wurden ihm die X-Akten zugeteilt, für die er eine Leidenschaft entwickelte, die in der Serie immer wieder zum Ausdruck kommt.

### Dana Scully
Dana Katherine Scully ist ebenfalls Agentin beim FBI, Kollegin von Mulder, und darüber hinaus studierte Medizinerin mit dem Fachgebiet der forensischen Medizin. Dana Scully wurde nach dem Drehbuch am 23. Februar 1964 als Tochter von William und Margaret Scully geboren. Sie hat einen älteren Bruder (William Scully jr.), einen jüngeren Bruder (Charles Scully) und eine ältere Schwester (Melissa Scully). Scullys Vater starb 1994 an Herzversagen. Scully wurde 1993 Mulders FBI-Partnerin. Ursprünglich sollte sie Mulders Arbeit an den X-Akten überwachen und wenn möglich diskreditieren. Im Gegensatz zu ihrem Kollegen Mulder folgt Scully wissenschaftlichen Methoden und betont, dass es auch für scheinbar unerklärliche Vorfälle immer eine natürliche Erklärung geben müsse. Die Agentin wuchs in einem katholischen Elternhaus auf und ist gläubige Katholikin. Sie wurde entführt, dabei wurden Tests und Experimente an ihr vollzogen. Ihr Kollege Mulder vermutet, sie sei von Außerirdischen entführt und wieder zurückgebracht worden. Im Nacken Scullys befand sich ein hoch entwickelter Computerchip, nach dessen Entfernung sie an einer nicht heilbaren Krebsart erkrankte, deren Fortschreiten nur durch einen weiteren, von Mulder gefundenen, Computerchip unterbunden werden konnte, seither befindet sie sich in Remission. Scully hatte eine Tochter namens Emily, die künstlich und ohne ihr Wissen in einem Labor gezeugt wurde. Ihre Tochter starb an einer unbekannten Erkrankung. Außerdem wurde ihre Schwester Melissa im Zuge ihrer Arbeit an den X-Akten und dem Versuch, der Verschwörung auf die Schliche zu kommen, ermordet. Mit zunehmender Zeit lernt Scully, auch wenn es ihr schwerfällt, offener für extreme Möglichkeiten und übersinnliche Erklärungen zu werden. Aus ihrer Beziehung zu ihrem Kollegen stammt außerdem ihr gemeinsamer Sohn William, den sie – um diesen zu schützen – in der 9. Staffel zur Adoption freigeben muss.

## Besetzung und Synchronisation
The X-Files wurde von der Synchronfirma Cinephon in Berlin bearbeitet, wobei auch der Serientitel zu Akte X lokalisiert wurde. Die Dialogbücher der Staffeln 1–9 verfasste Horst Müller, die Dialogregie übernahm in der ersten Staffel Peter Baumgartner, ab Staffel 2 bis Staffel 9 ersetzte ihn Norbert Langer.
Das Gespann Horst Müller und Norbert Langer war auch für die Synchronfassung des ersten Kinofilms (1998) verantwortlich, auch dieser wurde bei der Cinephon bearbeitet.
Die Synchronisation der 10 u. 11. Staffel (2016–2018) entstand ebenfalls bei der Cinephon, diesmal leiteten jedoch Pierre Peters-Arnolds und Ulrike Lau die Sprachaufnahmen, während Klaus Bickert und Ilka Schneider gemeinsam mir Peters-Arnolds und Lau das deutsche Dialogbuch verfassten.
In der 10. Staffel erhielt Mulder mit Sven Gerhardt seinen dritten Sprecher (bereits im zweiten Kinofilm (2008) wurde anstelle von Völz Johannes Berenz besetzt). Die Umbesetzung wurde bereits im Vorfeld teilweise heftig kritisiert.
Um eine FSK-12-Freigabe zu erhalten und so in Deutschland gemäß dem Jugendschutzgesetz eine Sendefreigabe vor 22 Uhr zu erhalten, wurden viele Folgen zusätzlich nachzensiert. Die Wiederholungen im Nachtprogramm wurden normalerweise ohne die Nachzensur ausgestrahlt.

### Hauptdarsteller
| Rang a             | Rolle                                                                | Schauspieler                                     | Deutscher Synchronsprecher                                                                     | Hauptrolle (Episoden)                  | Also Starring b (Episoden)            | Nebenrolle (Episoden)             | Episodenanzahl |
| ------------------ | -------------------------------------------------------------------- | ------------------------------------------------ | ---------------------------------------------------------------------------------------------- | -------------------------------------- | ------------------------------------- | --------------------------------- | -------------- |
| Special Agent      | Fox William Mulder                                                   | David Duchovny                                   | Benjamin Völz (Staffel 1–9) Sven Gerhardt (Staffel 10–11)                                      | 1.01–8.02 8.11, 8.13–8.21 c 9.19–11.10 |                                       |                                   | 191            |
| Special Agent      | Dana Katherine Scully                                                | Gillian Anderson                                 | Franziska Pigulla                                                                              | 1.01–11.10                             |                                       |                                   | 213            |
| Special Agent      | John Jay Doggett                                                     | Robert Patrick                                   | Peter Reinhardt                                                                                | 8.01–9.20                              |                                       |                                   | 41             |
| Assistant Director | Walter Sergei Skinner                                                | Mitch Pileggi                                    | Norbert Gescher (Staffel 1–9) Dieter Memel (Staffel 10–11)                                     | 9.01–11.10                             | 3.01–8.21                             | 1.21–2.25                         | 91             |
| Special Agent      | Monica Reyes                                                         | Annabeth Gish                                    | Bettina Weiß                                                                                   | 9.01–9.20                              | 8.14, 8.17, 8.20, 8.21                | 10.06, 11.01, 11.10               | 26             |
|                    | Der Raucher, „der Krebskandidat“, C.G.B. Spender (Carl Gerhard Bush) | William B. Davis Chris Owens d Craig Warkentin e | Hans Klima Eckhard Bilz Dietmar Richter-Reinick Thomas Kästner Martin Keßler f Tim Moeseritz g |                                        | 4.01–7.22, 9.19–9.20                  | 1.01–3.24, 10.01–11.10            | 43             |
| Special Agent      | Alex Krycek                                                          | Nicholas Lea                                     | Michael Deffert Boris Tessmann Michael Iwannek                                                 |                                        | 5.13–8.01, 8.15, 8.20–8.21, 9.19–9.20 | 2.04–4.09                         | 24             |
| Special Agent      | Jeffrey Spender                                                      | Chris Owens                                      | Martin Keßler                                                                                  |                                        | 6.01–6.12                             | 5.13–5.20, 9.16, 9.20–9.21, 11.01 | 11             |
| Deputy Director    | Alvin Kersh                                                          | James Pickens jr.                                | Jan Spitzer                                                                                    |                                        | 9.01–9.20                             | 6.01–8.21, 11.06, 11.10           | 20             |

### Nebendarsteller
| Rolle                       | Schauspieler                | Deutscher Synchronsprecher                             | Episodenanzahl |
| --------------------------- | --------------------------- | ------------------------------------------------------ | -------------- |
| Melvin Frohike              | Tom Braidwood               | Dieter Okras Hans Nitschke Lothar Mann Eberhard Prüter | 39             |
| John Fitzgerald Byers       | Bruce Harwood               | Udo Schenk                                             | 37             |
| Richard „Ringo“ Langly      | Dean Haglund                | Markus Hoffmann Frank Schröder                         | 36             |
| First Elder                 | Don S. Williams             | Gerhard Paul                                           | 15             |
| Mr. X                       | Steven Williams             | Gunter Schoß                                           | 14             |
| Ronald „Deep Throat“ Pakula | Jerry Hardin                | Helmut Krauss                                          | 12             |
| Alien Bounty Hunter         | Brian Thompson              | Tilo Schmitz                                           | 11             |
| Bill Mulder                 | Peter Donat Dean Aylesworth | Joachim Nottke                                         | 11             |
| Teena Mulder                | Rebecca Toolan Shelley Adam | Christel Merian                                        | 11             |
| Marita Covarrubias          | Laurie Holden               | Heide Domanowski Christin Marquitan                    | 10             |
| Well Manicured Man          | John Neville                | Jürgen Thormann                                        | 9              |
| Diana Fowley                | Mimi Rogers                 | Evelyn Maron                                           | 7              |

### Weitere Besetzung
Mehrere bekannte Schauspieler waren bereits in Nebenrollen in Akte X zu sehen, darunter Bruce Campbell, Tony Shalhoub, Cary Elwes, Felicity Huffman, Brad Dourif, Tobin Bell, Jack Black, Giovanni Ribisi, Lucy Liu, Seth Green, Lance Henriksen, Lucy Lawless, Luke Wilson, Burt Reynolds, Ryan Reynolds, Bryan Cranston, Aaron Paul, Dean Norris, Shia LaBeouf, Jodie Foster, Adam Baldwin, Krista Allen und der Sänger Michael Bublé.
Für die Rolle von Dana Scully war auch Jill Hennessy in der engeren Auswahl, worauf es eine Anspielung in deren Serie Crossing Jordan gibt.
2000 zog sich David Duchovny aus der Serie zurück, absolvierte allerdings weiterhin Gastauftritte, um den roten Faden aufrechtzuerhalten; Scully wurden die FBI-Beamten John Doggett und Monica Reyes zur Seite gestellt. Der Serienausstieg Duchovnys wirkte sich negativ auf die Zuschauerzahlen aus und trug zum vorläufigen Ende der Serie nach der 9. Staffel im Jahr 2002 bei.

## Regisseure
Hauptregisseure:
- Kim Manners: 52 Folgen (Staffel 2–9)
- Rob S. Bowman: 34 Folgen (Staffel 1–7)
- David Nutter: 15 Folgen (Staffel 1–3)
- Chris Carter: 15 Folgen (Staffel 2–3, 5–11)
- R.W. Goodwin: 9 Folgen (Staffel 1–5)
- Tony Wharmby: 7 Folgen (Staffel 8–9)

Gast-Regisseure mit 1–6 Folgen für die Serie in alphabetischer Reihenfolge:
- Gillian Anderson (1)
- Carol Banker (1)
- Cliff Bole (4)
- James Charleston (4)
- Richard Compton (2)
- James A. Contner (1)
- Allen Coulter (1)
- Holly Dale (1)
- Brett Dowler (1)
- David Duchovny (3)
- Michael Jerrold Freedman (2)
- Tucker Gates (2)
- Fred Gerber (1)
- Vince Gilligan (2)
- William „Bill“ Graham (3)
- Rod Hardy (3)
- Ralph Hemecker (1)
- Kevin Hooks (1)
- Michael Katleman (1)
- Michael Lange (4)
- Robert Lieberman (1)
- Dwight H. Little (1)
- Harry Longstreet (1)
- Michelle MacLaren (1)
- Robert Mandel (1)
- Nick Marck (1)
- Peter Markle (3)
- Darin Morgan (2)
- Glen Morgan (3)
- Joe Napolitano (2)
- Terrence O’Hara (1)
- Win Phelps (1)
- Daniel Sackheim (5)
- Paul Shapiro (1)
- Larry Shaw (2)
- John Shiban (1)
- Bryan Spicer (1)
- Frank Spotnitz (2)
- Stephen Surjik (1)
- Barry K. Thomas (1)
- Michael Vejar (1)
- Michael W. Watkins (6)
- James Whitmore Jr. (1)
- James Wong (4)
- Thomas J. Wright (3)

## Episodenliste

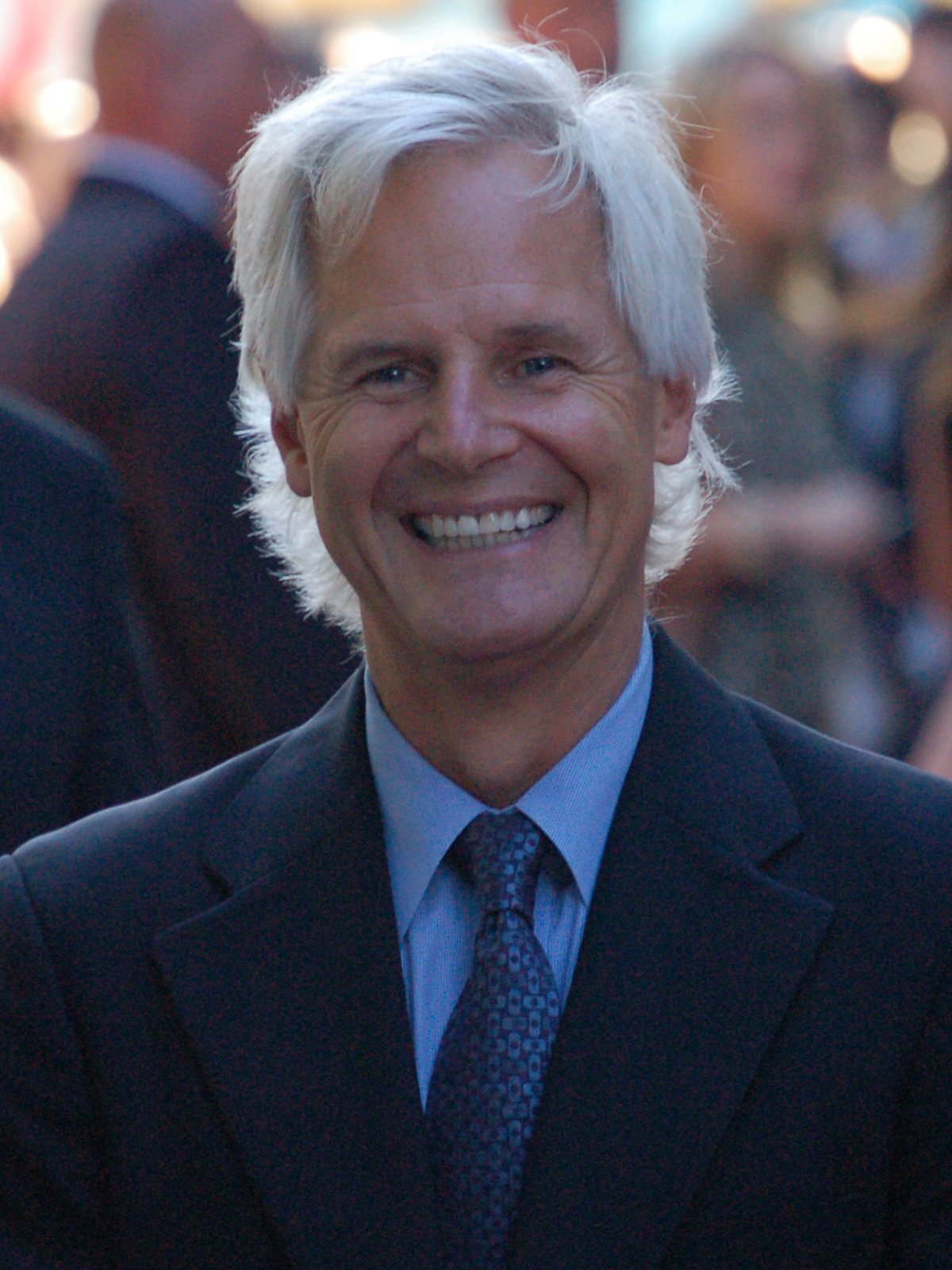
Chris Carter (Foto: Juli 2008) ist der Erfinder von Akte X

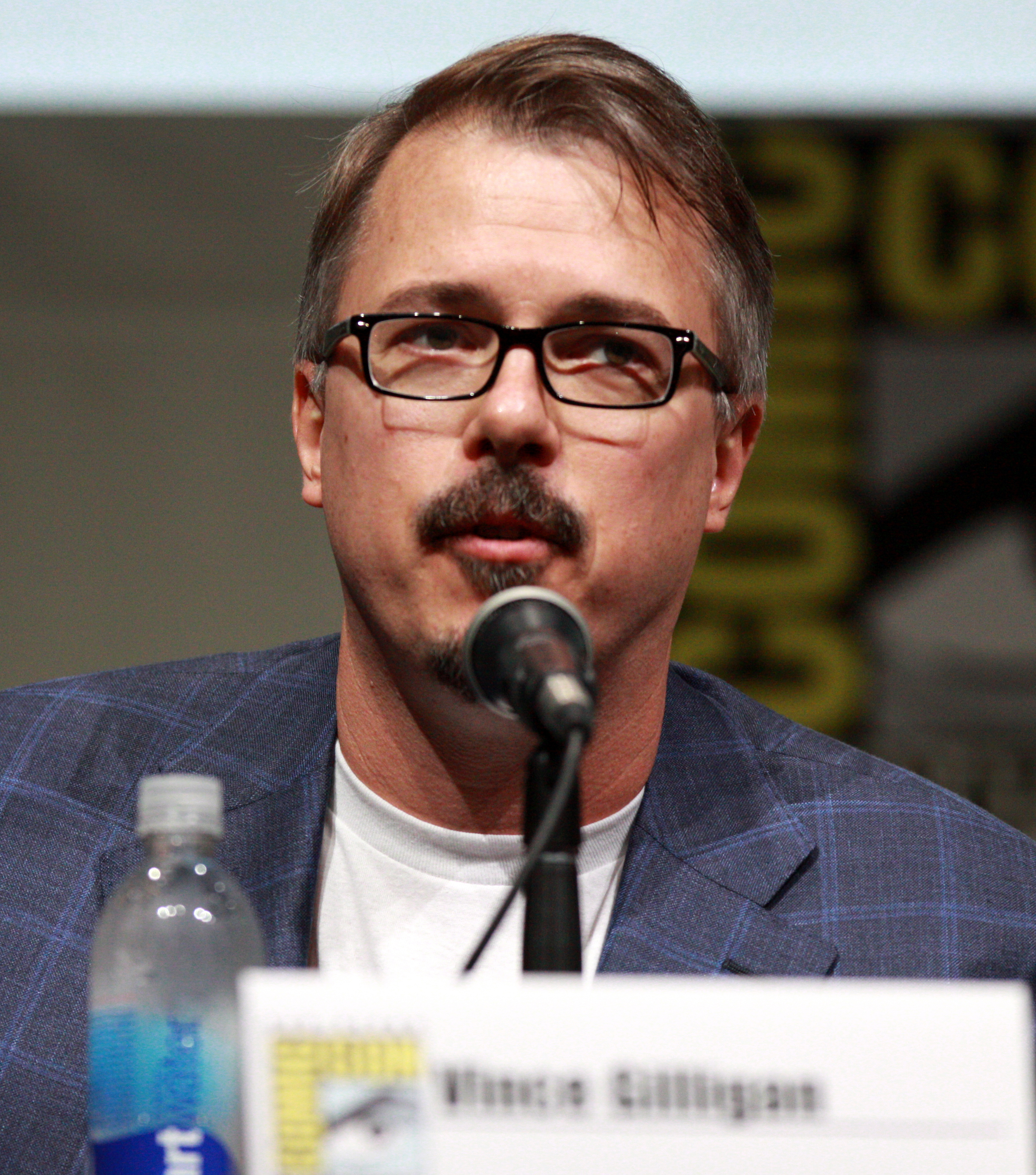
Vince Gilligan (Foto: 2013) war neben Carter einer der Autoren und Produzenten der Fernsehserie

Die Akte-X-Fernsehserie besteht aus elf Staffeln mit insgesamt 218 Episoden, die in den Jahren von 1994 bis 2002 (Staffel 1–9) und 2016 (Staffel 10) sowie 2018 (Staffel 11) spielen. Zum Serienuniversum bzw. zum Franchise gehören zudem der 1998 erschienene Kinofilm Akte X – Der Film, der zwischen der fünften und sechsten Staffel angesiedelt ist; der 2008 erschienene Kinofilm Akte X – Jenseits der Wahrheit; die sog. zehnte Staffel, die seit 2013 in Comicform erscheint und die Geschichte in den 2010er Jahren fortsetzt.

## Leinwandadaptionen

### Akte X – Der Film
Im Jahr 1998 wurde der erste Kinofilm Akte X – Der Film basierend auf der Serie Akte X gedreht, der auf der Handlung in den ersten fünf Staffeln beruht und die sechste Staffel in ihren Handlungsbogen mit einbezieht.
In Deutschland startete der Film in den Kinos wegen der synchronisationstechnisch bedingten Ausstrahlungsverschiebung der Serienstaffeln bereits nach der vierten Staffel. In der Chronologie der Serie spielt der Film zwischen dem Finale der 5. Staffel (5.20 Das Ende) und dem Start der 6. Staffel (6.01 Der Anfang).
Neben den aus der Serie bekannten Figuren traten renommierte Schauspieler wie John Neville, Blythe Danner, Glenne Headly, Armin Mueller-Stahl, Terry O’Quinn und Oscar-Gewinner Martin Landau auf. Regie führte Rob Bowman. Erstmals brachte es damit eine Fernsehserie zu einem Kinofilm, während die Serie noch lief. Auch ist es ungewöhnlich, dass die Schauspieler aus der Serie ihre Rollen auf der Leinwand fortführten.
Bei 60 Millionen Dollar Produktionskosten und ca. 190 Millionen Dollar Einspielergebnis gilt der Film als kommerzieller Erfolg.

### Akte X – Jenseits der Wahrheit
Ob ein zweiter Kinofilm gedreht würde, war lange Zeit fraglich, da selbst Chris Carter keine genauen Informationen darüber gab. Jedoch zeigte sich David Duchovny an einem weiteren Kinofilm von Akte X interessiert, wie er selbst sagte: „Ich würde sehr gerne noch einmal in die Rolle des Fox Mulder schlüpfen.“ Auch Gillian Anderson signalisierte von Anfang an ihr Interesse an einem zweiten Film.
Anfang April 2007 bestätigte Duchovny, dass ein zweiter Teil in Arbeit sei. Sowohl er als auch Gillian Anderson würden ihre gewohnten Rollen spielen. Chris Carter und Frank Spotnitz verfassten das Drehbuch für den zweiten Akte-X-Film. Die Dreharbeiten begannen im Dezember 2007 in Vancouver (mit kleiner Weihnachtspause) und endeten Mitte März 2008. Kinostart in Deutschland war am 24. Juli 2008. In den USA ist der Film einen Tag später angelaufen. Der englische Titel des Filmes ist X-Files: I want to believe, der deutsche Titel lautet Akte X – Jenseits der Wahrheit.
Beteiligte Schauspieler sind Amanda Peet, Billy Connolly, Xzibit, Callum Keith Rennie, Adam Godley und Spencer Maybee.
Fox Mulder wird in der deutschen Synchronisation von Johannes Berenz gesprochen, da die Verhandlungen zwischen dem Synchronsprecher Benjamin Völz und 20th Century Fox gescheitert waren. Als Grund wurden finanzielle Aspekte angegeben, da Benjamin Völz das 5fache seiner von 20th Century Fox angebotenen Gage veranschlagte. Benjamin Völz begründet dies damit, dass prominente Synchronsprecher oftmals das 20fache der regulären Gage erhalten würden.

## Wiederbelebung der Fernsehserie ab 2016
Im März 2015 kündigte Fox an, dass es eine neue, aus sechs Folgen bestehende Fernseh-Miniserie geben werde. Die ursprünglichen Hauptdarsteller, David Duchovny und Gillian Anderson, hatten ihre alten Rollen übernommen. Auch Serienschöpfer Chris Carter war wieder mit an Bord. Ebenso hatten die Darsteller von Assistent Director Skinner (Mitch Pileggi), des „Rauchers“ (William B. Davis) sowie Agentin Monica Reyes (Annabeth Gish) zugesagt. Die Dreharbeiten begannen am 8. Juni 2015 in Vancouver. Die Ausstrahlung der neuen Folgen begann am 24. Januar 2016 auf Fox.
Die deutschsprachige Premiere der neuen Staffel begann am 3. Februar 2016 auf 3+. Einen Tag später startete sie auf ORF eins sowie vier Tage später auf ProSieben.
Im Mai 2016 wurde bei einer Pressekonferenz des Senders FOX angedeutet, dass eine neue Staffel zu erwarten ist. Es sollen alle Darsteller dabei sein. Man plane mit der Fortsetzung für die TV-Saison 2017/2018, die im Herbst 2017 beginnt. Das Vorhaben zu einer Umsetzung einer 11. Staffel wurde im August 2016, abermals durch David Madden und Dana Walden von FOX, auf der TCA-Pressetour offiziell bestätigt. Inzwischen hat auch FOX die 11. Staffel mit 10 Episoden bestätigt, deren Dreharbeiten im August 2017 in Vancouver begannen.
Die 11. Staffel lief im Original seit dem 3. Januar 2018 auf FOX, seit dem 28. Februar 2018 auf Deutsch bei ProSieben.

## Comicserien
Zur Fernsehserie erscheinen auch einige Comics (fast ausschließlich bei IDW Publishing) wie zum Beispiel X-Files Classics (2013), X-Files Conspiracy (2014), X-Files Origins (2016) und X-Files Case Files (2018).
Zur Staffel 10 der TV-Serie erschien im April 2013 auch die Comicserie The X-Files Season 10 bei IDW Publishing und knüpft an die Ereignisse des zweiten Kinofilms an. Sie wird von Joe Harris geschrieben, während Chris Carter als Executive Producer fungiert. Die Serie ist auf 25 Ausgaben angelegt, eine Nebenserie mit fünf Episoden namens The X-Files: Year Zero wird seit dem 16. Juli 2014 veröffentlicht und beschäftigt sich, obwohl in der Gegenwart spielend, mit den Anfängen der X-Akten. Autor ist Karl Kesel, die Bilder stammen von Vic Mahlhotra und Greg Scott. Chris Carter ist erneut Executive Producer. Eine deutsche Ausgabe erscheint seit Dezember 2013 bei Dani Books.
Des Weiteren veröffentlichte IDW Publishing auch eine Serie zur Staffel 11 (X-Files Season 11) bestehend aus 8 Heften.

## Videospiele
Zur Fernsehserie wurden auch einige Videospiele veröffentlicht. So erschien 1997 zunächst ein Multimedia-Programm namens „The X-Files: Unrestricted Access“ für den PC. Wenig später, 1998, erschien „Akte X – Das Spiel“ auf dem PC und der PlayStation. Hierbei handelt es sich um ein Adventure-Spiel. 2004 erschien ein weiteres Adventure-Spiel für eine Heimkonsole, „The X-Files: Resist or Serve“ auf der PlayStation 2. 2005 folgten zwei Mobile-Spiele: „The X-Files: The Deserter“ und „The X-Files: The Lion’s Den“. 2018 wurde erneut ein Mobile-Spiel mit dem Namen „The X-Files: Deep State“ veröffentlicht.

## Sonstiges
- Die Titelmusik der Serie wurde von Mark Snow komponiert und produziert und wurde auch auf dem Album Songs In The Key Of X veröffentlicht.
- Die Nummer von Mulders Appartement ist die 42, eine Anspielung auf Per Anhalter durch die Galaxis.
- David Duchovny sagte im Scherz, dass er mit 42 Jahren aufhören wolle, Fox Mulder zu spielen – die letzte Folge der neunten Staffel, somit das ursprüngliche Ende der Serie, wurde etwa drei Monate vor seinem 42. Geburtstag ausgestrahlt.
- Das Passwort von Mulders PC lautet trustno1 (englisch für traue niemandem).
- Mulders Motto, „I want to believe“, ist eine mögliche Anspielung auf den Roman Dracula von Bram Stoker, in dem der Vampirjäger Van Helsing seinen Mitstreiter Dr. Seward mit den Worten „I want you to believe“ in die Möglichkeiten des Unwahrscheinlichen einführt.
- Zunächst wurde Akte X in und um Vancouver (Kanada) gedreht; ab der sechsten Staffel wurde die Serie in Los Angeles (Kalifornien) produziert.
- In der Serie sind zahlreiche „Easter Eggs“, etwa Anspielungen auf die Schauspieler und Produzenten, versteckt; beispielsweise:
  - In einigen Episoden wird die Uhrzeit 11:21 Uhr angezeigt, hierbei handelt es sich um das Geburtsdatum von Chris Carters Frau (21. November).
  - Mulders Geburtstag ist der 13.10., das Datum, an dem auch Chris Carter selbst Geburtstag hat. Des Weiteren erscheint die Zahl 1013 als Türnummer eines Bunkers in Folge 16 der 3. Staffel. Auch Chris Carters Produktionsfirma Ten Thirteen Productions ist nach diesem Datum benannt.
  - Die Folge 15 in Staffel 3 heißt im Original Piper Maru und ist nach Gillian Andersons erstem Kind, ihrer Tochter Piper Maru benannt, die sie 1994 während der zweiten Serienstaffel zur Welt brachte. Dieser Name wird in einer Folge auch für ein Schiff verwendet.
  - Popkulturelle Anspielungen bestehen etwa in Mulders Auffinden einer Zeitung mit der Schlagzeile „Elvis dead at 42“, oder subtiler in der von Duchovny improvisierten Zeile „even if the gloves do fit – you can still acquit“ einer im April 1998 erschienenen Folge in Anspielung auf den Strafprozess gegen O. J. Simpson, dem ein als Täterkleidung identifizierter blutiger Handschuh nicht passte.
  - Im Original haben Episodentitel von Mehrteilern fast immer ein übergeordnetes Thema (etwa Biogenesis, The Sixth Extinction und The Sixth Extinction II: Amor Fati). In der Synchronisation wurde dieser Bezug der Titel zueinander oftmals nicht beibehalten.
  - In der 6. Folge (Titel: Schatten) der 1. Staffel hindert Lauren Kyte einen Mitarbeiter auf dem Parkplatz daran, den Namen ihres verstorbenen Chefs, Howard Graves, zu übermalen. Auf der Schablone kann man den Namen 'Tom Braidwood' erkennen. Dieser war von 1993 bis 1998 Regie-Assistent der Serie und ist auch noch als Darsteller von Melvin Frohike (Die einsamen Schützen) in der Serie bekannt.
- In Folge 14 der 1. Staffel hatte Nicholas Lea bereits einen Gastauftritt, allerdings nicht als Alex Krycek.
- Am 26. Januar 1997 wurde bei ihrer Erstausstrahlung die Folge „Leonard Betts“ (Staffel 4, Episode 12) als Lead-Out nach dem Finalspiel des Super Bowl XXXI gezeigt. Die Episode hatte dadurch mit einer Verbreitung von 29,15 Millionen Zuschauern die höchste Einschaltquote der gesamten Serie.
- In Folge 3 der 5. Staffel tritt Richard Belzer als Detective Munch auf, eine Figur aus der Serie Homicide (und nach 1999 bei Law & Order: Special Victims Unit).
- Die 5. Folge der 5. Staffel (deutsch: Der große Mutato, englisch: Post-Modern Prometheus) wurde komplett in schwarzweiß gedreht. In dieser Folge tritt ein Double von Cher als Sängerin auf.
  - Chris Owens der in der Serie den Special Agent Jeffrey Spender, den Sohn des „Rauchers“ darstellte, spielte auch den Mutato in dieser Folge.
- In der Staffel 5, den Folgen 6 (1., Emily, Christmas Carol) und 7 (2., Emily), spielt die damalige junge Schauspielerin Lauren Diewold (* 17. August 1990 in Vancouver, British Columbia), die Tochter Emily Sim von Special Agentin Dana Scully.
- Das Drehbuch für die 10. Folge der 5. Staffel (deutsch': Ein Spiel, englisch: Chinga) schrieb Stephen King.
- In Staffel 5, Folge 15 Gute Patrioten (Originaltitel Travelers), die in den 1950er-Jahren spielt, wird auch die Herkunft des Namens der X-Akten geklärt. Der FBI-Agent Dales fragt die für die Ablage zuständige Sekretärin, warum sie die ungelösten Fälle nicht weiter unter „U“, sondern unter „X“ ablegt. Deren Antwort lautet, dass der Karteikasten unter „U“ voll war.
- In der 1. Folge der 6. Staffel wird ein schlafender und der Arbeit nicht gerade zugeneigter Sicherheitstechniker eines Kernkraftwerkes gezeigt, der von den Autoren mit dem Namen „Homer“ versehen wurde. Dies ist als Scherz und Anspielung auf die Serie Die Simpsons zu verstehen.
- In der 4. Folge der 6. Staffel stellen Mulder und Morris Fletcher, die durch einen Zeitriss ihre Körper getauscht haben, die berühmte Spiegelszene der Marx Brothers nach.
- Folge 12 der 7. Staffel wurde im Stil der US-Serie COPS gedreht.
- In Folge 19 der 7. Staffel (Hollywood A.D.) spielt David Duchovnys Exfrau Téa Leoni mit. Sie verkörpert in dem fiktiven Film Dana Scully.
- Mit Finder-Spyder (Suchmaschine, welche Scully beispielsweise in Der Kampf in Staffel 10 nutzt) und Morley Cigarettes (die Marke, welche der „Raucher“ raucht) tauchen zwei bekannte fiktive Marken in der Serie auf.[28]
- In Folge 9 der 8. Staffel ermitteln Scully und Doggett in einem Fall, in dem der Mörder aus intelligentem Metall besteht. In einem Telefonat zwischen den beiden erwähnt Doggett, dass es sowas nur im Film gibt. Dieses ist eine Anspielung auf Terminator 2 – Tag der Abrechnung wo Robert Patrick die Rolle eines aus flüssigem/intelligentem Metall bestehenden Terminators spielt.
- In Folge 3 der 10. Staffel (Mulder und Scully gegen das Wer-Monster) legt Fox Mulder in einer Szene, die auf einem Friedhof spielt, Blumen (die er zuvor von einem anderen Grab entwendet hat) an einem Grabstein mit der Aufschrift „In Memory of Kim Manners“ nieder. Kim Manners war Regisseur bei 52 Folgen Akte X und starb 2009 an Lungenkrebs – eine Hommage und ein Dankeschön, da auch die Geburts- und Sterbedaten des Grabsteines jenen von Manners entsprechen. Im unteren Bereich des Grabsteines steht die Inschrift „Let’s Kick It In The Ass“. Ein zweiter Grabstein trägt den Namen des ebenfalls verstorbenen Jack Hardy, der bei Chris Carters Serien Millennium – Fürchte deinen Nächsten wie Dich selbst und Die einsamen Schützen mitwirkte.[29]
- In Folge 1 (Der Kampf 3) der 11. Staffel wird der Name des „Rauchers“ offenbart. Der als C.G.B. Spender bekannte Mann heißt Carl Gerhard Bush.

## Preise und Auszeichnungen (Auszug)
Die Serie und ihre Macher wurden mit über 100 internationalen Preisen ausgezeichnet. Bemerkenswert ist für eine Genre-Serie unübliche wiederholte Ehrung als beste Drama-Serie und besten Darsteller bei den Golden Globe, Emmy und Screen Actors Guild Awards. Genre-Serien wurden zu der Zeit von diesen Gremien oft gar nicht erst nominiert oder gar ausgezeichnet, da dafür beispielsweise der Satellite Award der Academy of Science Fiction, Fantasy & Horror Film eingeführt wurde.
Gillian Anderson war 1997 mit 29 Jahren die jüngste Darstellerin, die in einem Jahr sowohl mit dem Golden Globe, dem Screen Actor Award als auch den Emmy Award als beste Drama-Darstellerin für eine Genre-Serie ausgezeichnet wurde.

### Primetime Emmy Awards
- 1994
  - Sieger in der Kategorie Individual Achievement in Graphic Design and Title Sequences: James Castle, Bruce Bryant, Carol Johnson
  - Nominierung für die Kategorie Main Title Theme Music: Mark Snow

- 1995
  - Nominierung für die Kategorie Outstanding Drama Series
  - Nominierung für die Kategorie Writing in Drama Series: Chris Carter („Duane Barry“ = „Unter Kontrolle“)
  - Nominierung für die Kategorie Guest Actress in a Drama Series: CCH Pounder als Agent Kazdin („Duane Barry“)
  - Nominierung für die Kategorie Individual Achievement in Cinematography for a Series: John Bartley („One Breath“ = „An der Grenze“)
  - Nominierung für die Kategorie Individual Achievement in Editing for a Series, Single Camera Production: James Coblentz („Duane Barry“)
  - Nominierung für die Kategorie Individual Achievement in Editing for a Series, Single Camera Production: Stephen Mark („Sleepless“ = „Schlaflos“)
  - Nominierung für die Kategorie Sound Editing for a Series: Thierry Couturier, Machiek Malish, Chris Reeves, Mary Stein, Jay Levine, Stuart Calderon, Michael Kimball, David van Slyke, Susan Welsh, Chris Fradkin, Matt West, Jeff Charbonneau, Debby Ruby Winsberg („Duane Barry“)

- 1996
  - Sieger in der Kategorie Outstanding Cinematography for a Series: John S. Bartley
  - Sieger in der Kategorie Outstanding Guest Actor in a Drama Series: Peter Boyle
  - Sieger in der Kategorie Outstanding Writing for a Drama Series: Darin Morgan
  - Sieger in der Kategorie Outstanding Sound Mixing for a Drama Series
  - Sieger in der Kategorie  Outstanding Sound Editing for a Series

- 1997
  - Sieger in der Kategorie Outstanding Art Direction for a Series Graeme Murray, Gary Pembroke Allen, Shirley Inget
  - Sieger in der Kategorie Outstanding Lead Actress in a Drama Series: Gillian Anderson
  - Sieger in der Kategorie Outstanding Sound Editing for a Series
  - Nominierung für die Kategorie Outstanding Directing for a Drama Series: James Wong („Gedanken des geheimnisvollen Rauchers“)
  - Nominierung für die Kategorie Outstanding Writing for a Drama Series: John Shiban, Frank Spotnitz, Chris Carter, Vince Gilligan („Memento Mori“)
  - Nominierung für die Kategorie Outstanding Lead Actor in a Drama Series: David Duchovny
  - Nominierung für die Kategorie Outstanding Music Composition for a Series (Dramatic Underscore): Mark Snow („Die Sammlung“)
  - Nominierung für die Kategorie Outstanding Sound Mixing for a Drama Series
  - Nominierung für die Kategorie Outstanding Makeup for a Series
  - Nominierung für die Kategorie Outstanding Editing for a Series – Single Camera Production: Jim Gross („Terma“)
  - Nominierung für die Kategorie  Outstanding Editing for a Series – Single Camera Production Heather MacDougall

- 1998
  - Sieger in der Kategorie Outstanding Single Camera Picture Editing for a Series: Heather MacDougall
  - Sieger in der Kategorie Outstanding Art Direction for a Series
  - Nominierung für die Kategorie Outstanding Cinematography for a Series: Joel Ransom („Der große Mutato“)
  - Nominierung für die Kategorie Outstanding Directing for a Drama Series: Chris Carter („Der große Mutato“)
  - Nominierung für die Kategorie Outstanding Single Camera Picture Editing for a Series: Casey O. Rohrs („Das innere Auge“)
  - Nominierung für die Kategorie Outstanding Makeup for a Series
  - Nominierung für die Kategorie Outstanding Music Composition for a Series (Dramatic Underscore): Mark Snow („Der große Mutato“)
  - Nominierung für die Kategorie Outstanding Lead Actor in a Drama Series: David Duchovny
  - Nominierung für die Kategorie Outstanding Lead Actress in a Drama Series: Gillian Anderson
  - Nominierung für die Kategorie Outstanding Guest Actress in a Drama Series: Veronica Cartwright
  - Nominierung für die Kategorie Outstanding Guest Actress in a Drama Series: Lili Taylor
  - Nominierung für die Kategorie Outstanding Drama Series
  - Nominierung für die Kategorie Outstanding Sound Editing for a Series
  - Nominierung für die Kategorie Outstanding Sound Mixing for a Drama Series
  - Nominierung für die Kategorie Outstanding Writing for a Drama Series: Chris Carter („Der große Mutato“)

- 2002
  - Nominierung für die Kategorie Outstanding Music Composition for a Series (Dramatic Underscore): Mark Snow (für die Episode „The Truth“)

Mark Snow (music by)
For episode „The Truth“.

### Golden Globe Award
- 1997
  - Sieger in der Kategorie Best Television Series – Drama
  - Sieger Best Performance by an Actress in a Television Series – Drama: Gillian Anderson
  - Sieger in der Kategorie Best Performance by an Actor in a Television Series – Drama: David Duchovny

### Satellite Awards
- 1997
  - Sieger in der Kategorie Best Television Series – Drama
  - Sieger in der Kategorie Best Actor in a Series, Drama: David Duchovny
  - Sieger in der Kategorie Best Actress in a Series, Drama Gillian Anderson

- 1998
  - Sieger in der Kategorie Best Television Series – Drama
  - Nominierung Best Performance by an Actress in a Television Series – Drama: Gillian Anderson
  - Nominierung in der Kategorie Best Performance by an Actor in a Television Series – Drama: David Duchovny

### Viewers for Quality Television Awards
- 1998
  - Sieger in der Kategorie Best Actress in a Quality Drama Series: Gillian Anderson
  - Nominierung in der Kategorie Best Quality Drama Series

- 1999
  - Sieger in der Kategorie Best Actress in a Quality Drama Series: Gillian Anderson

### Directors Guild of America
- 1996
  - Nominierung in der Kategorie Outstanding Directorial Achievement in Dramatic Series – Night: Chris Carter (für die Episode „Die Liste“)
- 1998
  - Nominierung in der Kategorie Outstanding Directorial Achievement in Dramatic Series: Chris Carter (für die Episode „Der große Mutato“)
- 1999
  - Nominierung in der Kategorie Outstanding Directorial Achievement in Dramatic Series: Chris Carter (für die Episode „Im Bermuda Dreieck“)

### ASCAP Film and Television Music Awards
- 1996
  - Sieger in der Kategorie Top TV Series
- 1997
  - Sieger in der Kategorie Top TV Series
- 1998
  - Sieger in der Kategorie Top TV Series
- 1999
  - Sieger in der Kategorie Top TV Series

1997 Peabody Awards
1999 PGA Awards: Nova Award Most Promising Producer in Television: Chris Carter
2003 Curt-Siodmak-Preis als Beste Science-Fiction-Serie.
2016 Aufnahme in die Science Fiction and Fantasy Hall of Fame

## Bezüge zu Filmen und anderen Serien
Einflüsse auf die Serie
- Akte X folgte David Lynchs Serie Twin Peaks, in der Duchovny einen DEA-Agenten darstellte. Auch andere Schauspieler traten in beiden Reihen in ähnlichen Rollen auf, so z. B.
  - Don S. Davis Twin Peaks: Major Garland Briggs, Akte X: Scullys Vater Kapitän William Scully (Staffel 1, Episode 13)
  - Michael Horse Twin Peaks: Deputy Hawk, Akte X: Sheriff Charles Tskany (Staffel 1, Episode 19)
  - Michael J. Anderson Twin Peaks: Mann von einem anderen Ort, Akte X: Mr. Nutt (Staffel 2, Episode 20)
  - Kenneth Welsh Twin Peaks: Windom Earle, Akte X: Simon Gates (Staffel 3, Episode 11)

Serienableger
- Die einsamen Schützen, eine Gruppe von „Nerds“, die Mulder und Scully gelegentlich unterstützten, bekamen in der letzten Staffel eine eigene kurzlebige Serie. Das Ende dieser Serie lässt die Geschichte offen. In Folge 15 der neunten Staffel von Akte X werden alle Handlungsstränge mit ihnen abgeschlossen.
- Weitere von Chris Carter entworfene Fernsehserien sind MillenniuM um den Profiler Frank Black (Lance Henriksen), der nach dem Ende von Millennium auch in einer Episode von Akte X auftrat, sowie das sehr kurzlebige, nach neun Episoden eingestellte Virtual Reality.

Anspielungen in anderen Filmen und Serien
- Mulder und Scully suchen auch in der Folge Die Akte Springfield bei den Simpsons nach einem Außerirdischen.
- Im Film Marschall Titos Geist tauchen als Nebenfiguren die als Parodie angelegten Agenten Danica Skulić und Lijan Mulderić auf.
- Das Setting der TV-Serie Fringe – Grenzfälle des FBI weist Ähnlichkeiten zu Akte X auf. In der Dramaserie mit Mystery- und Science-Fiction-Elementen geht es um eine FBI-Agentin, die mit Hilfe eines exzentrischen Wissenschaftlers und dessen Sohn ein vermehrtes Auftreten von anscheinend nicht erklärbaren Ereignissen untersucht. Die Haupthandlung enthält allerdings keine weiteren Ähnlichkeiten.
- In der ersten Folge der Serie Supernatural grüßen die Hauptfiguren, nachdem sie einen mysteriösen Tatort im Stil von Akte X verlassen, im Vorbeigehen Agent Mulder und Agent Scully.
- Die 13. Episode von Crusade ist im Grunde genommen eine Persiflage auf Akte X: zwei außerirdische Agenten decken eine vorgetäuschte Invasion von Menschen auf ihrem Heimatplaneten auf.
- In der Episode Die Halloween-Matratze der Serie Fresh Off the Boat verkleiden sich die beiden Brüder Evan und Emery als Scully und Mulder und verteilen Süßigkeiten an der Haustür. Ein kleines Mädchen erscheint mysteriöserweise immer wieder in unterschiedlichen Verkleidungen. Während Emery alias Mulder ihr Glauben will („I want to believe“) und sich Verschwörungstheorien ausdenkt, versucht Evan alias Scully ihn in der Rolle aufgehend mittels einer Ohrfeige zur Vernunft zu bringen.
- In der Episode Immer die Last mit den Tribbles der Serie Star Trek: Deep Space Nine wird Captain Sisko von zwei Agenten der Sternenflottenabteilung für temporale Ermittlungen befragt. Deren Namen sind Dulmer und Lucsly, Anagramme von Mulder und Scully.

## Ausstrahlungen
Die Originalausstrahlung der Serie (ohne die 2016 neu produzierte 10. Staffel) in den USA erfolgte vom 10. September 1993 bis zum 19. Mai 2002 auf dem Sender FOX.
Die deutsche Erstausstrahlung der Serie erfolgte vom 5. September 1994 bis zum 24. Februar 2003 auf ProSieben. Seitdem lief die Serie in Deutschland bereits mehrfach auf anderen Sendern in Wiederholung:
- 01. Juli 2001 bis 30. September 2002: Premiere
- 14. März 2003 bis 30. April 2007: Kabel eins
- 14. April 2008 bis 3. Februar 2010: Kabel eins classics
- 07. Januar 2010 bis 30. August 2012: Tele 5

Seit dem 11. Februar 2014 läuft die Serie bei ProSieben MAXX.
Vom 13. Dezember 2007 bis 24. April 2012 lief die Serie außerdem in Österreich auf dem Sender Austria 9.

## VHS- und DVD/Blu-ray-Veröffentlichung
Neben den Kinofilmen gab es auf VHS und DVD/Blu-ray einige weitere Filme, die jedoch aus Doppelfolgen und wenige auch aus Dreifachfolgen zusammengesetzt wurden. Da sie sich über die komplette Serie erstrecken und sowohl den Alien-Handlungsstrang als auch die sogenannten Monster of the Week verfolgt, kann man diese Sammlung als Zusammenfassung der gesamten Serie verstehen.
Die Filme sind wie folgt zusammengesetzt (angegeben sind zur Orientierung in einem Episodenguide stets der offizielle Produktionscode in Klammern sowie die deutschen Episodentitel):
- Die ungeöffnete Akte: Anasazi (2X25); Das Ritual (3X01); Verschwörung des Schweigens (3X02)
- Tooms: Das Nest (1X03); Ein neues Nest (1X20)
- Die Entführung: Unter Kontrolle (2X05); Seilbahn zu den Sternen (2X06); An der Grenze (2X08)
- Die Kolonie: Die Kolonie I (2X16); Die Kolonie II (2X17)
- 82517: Die Autopsie (3X09); Der Zug (3X10)
- Sonderedition X: Der Feind I (3X15); Der Feind II (3X16)
- Master Plan: Der Tag steht schon fest (3X24); Herrenvolk (4X01)
- Tunguska: Tunguska I (4X09); Tunguska II (4X10)
- Tempus Fugit: Tempus Fugit I (4X17); Tempus Fugit II (4X18)
- Redux: Gethsemane (4X24); Redux I (5X01); Redux II (5X02)
- Emily: Emily I (5X06); Emily II (5X07)
- Patient X: Cassandra I (5X13); Cassandra II (5X14)
- Das Ende: Das Ende (5X20) Auf der VHS ist nur die einzelne Episode zu sehen sowie ein „Making of“ zu „Akte X – Der Film“
- Dreamland: Dreamland I (6ABX04); Dreamland II (6ABX05)
- One Son: Zwei Väter (6ABX11); Ein Sohn (6ABX12)
- Biogenesis: Artefakte (6ABX22); Böse Zeichen (7ABX01); Tausend Stimmen (7ABX02)
- Closure: Alte Seelen (7ABX10); Sternenlicht (7ABX11)
- Requiem: Alles beginnt in Oregon (7ABX22); Verschwunden (8ABX01); Gibson Praise (8ABX02)
- Deadalive: Es ist zu spät (8ABX14); Lebendig Tod (8ABX15)
- Existence: Einer von vielen (8ABX20); William (8ABX21)
- Deepwater: Unter Wasser (9ABX01); Adam und Eva (9ABX02)
- Göttliche Vorsehung: Drohungen (9ABX10); Die Prophezeiung (9ABX11)
- Die Wahrheit: Die Wahrheit [Teil 1] (9ABX19); Die Wahrheit [Teil 2] (9ABX20)

Existence war der erste Film, der auf DVD veröffentlicht wurde. Die älteren Filme wurden nie auf DVD neu veröffentlicht.
Die ersten neun Staffeln der Serie sind darüber hinaus auch bereits in mehrfacher Auflage als DVD-Boxen erschienen. Eine Blu-ray-Complete Collection (Staffeln 1–9) in limitierter Auflage ist seit dem 12. Dezember 2015 im Handel erhältlich.
Mittlerweile existieren aber auch Boxen mit allen 11 Staffeln.